# Kamuro
Kamuro (禿,かむろ,かぶ) era uma aprendiz de oiran.

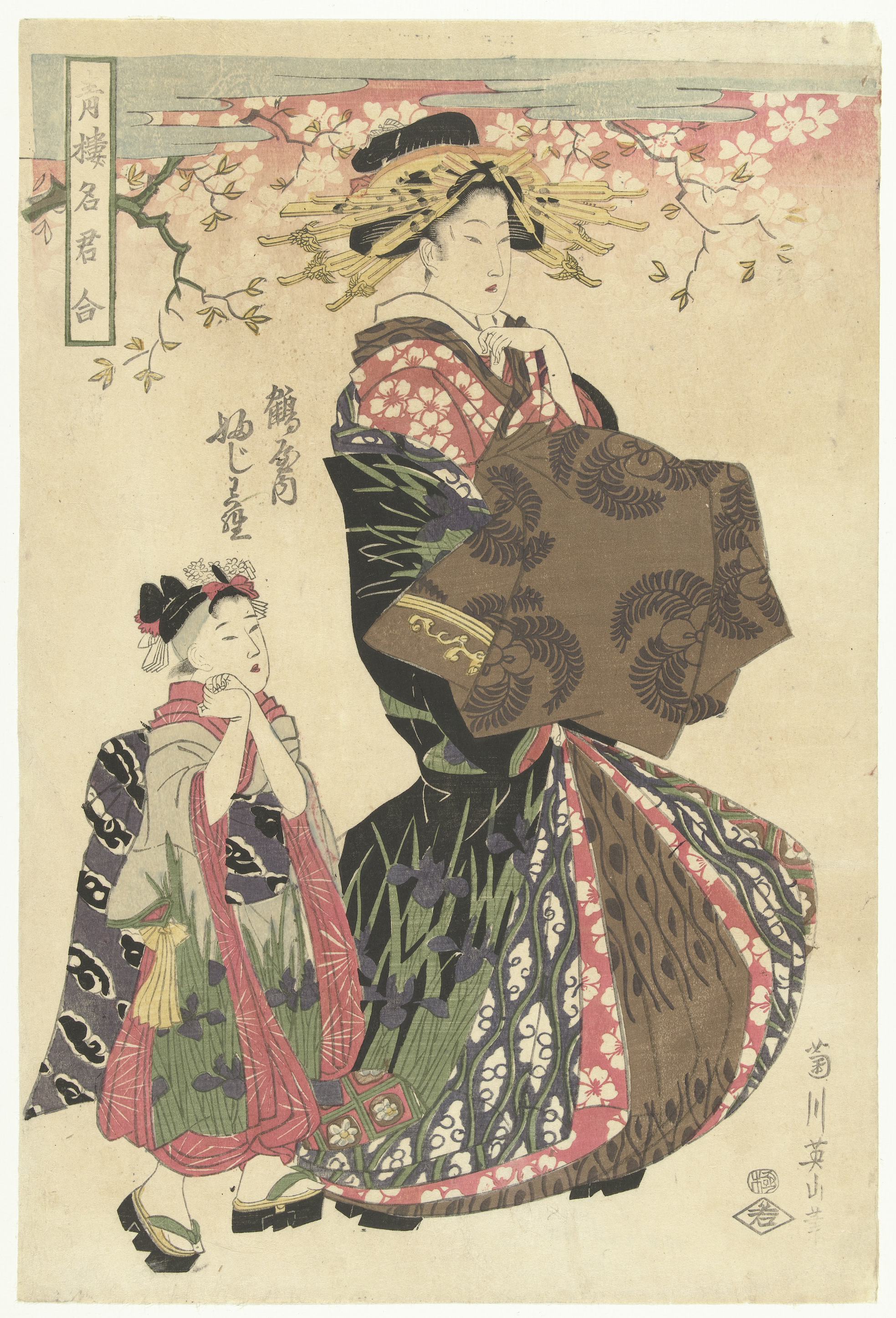
Cortesã e kamuro

Eram meninas que foram vendidas entre 5 e 8 anos de idade para bordeis por seus pais em troca de uma grande quantia de dinheiro ou eram filhas de alguma prostituta que as vendia para quitar suas dividas, e elas deveriam trabalhar para devolver esse valor para o dono do bordel.
Uma oiran (cortesã de alto nível) era responsável por ela, e a mesma iria atuar como mensageira, atendente, acompanhante e criada de sua "irmã mais velha".
Entre seus cinco e nove anos, elas desfilavam em um séquito de sua "irmã mais velha" quando uma oiran aparecia em publico.
Elas eram meninas muito bem vestidas, que circulavam pelas ruas de Yoshiwara levando ordens aos comerciantes, convocando vendedores, entregando presentes e comprando lanches para que suas irmãs mais velhas pudessem comer apressadamente entre os clientes. Elas não eram protegidas da realidade do destrito do prazer, pois as mesmas sabiam o que suas irmãs mais velhas faziam para ganhar sua vida.

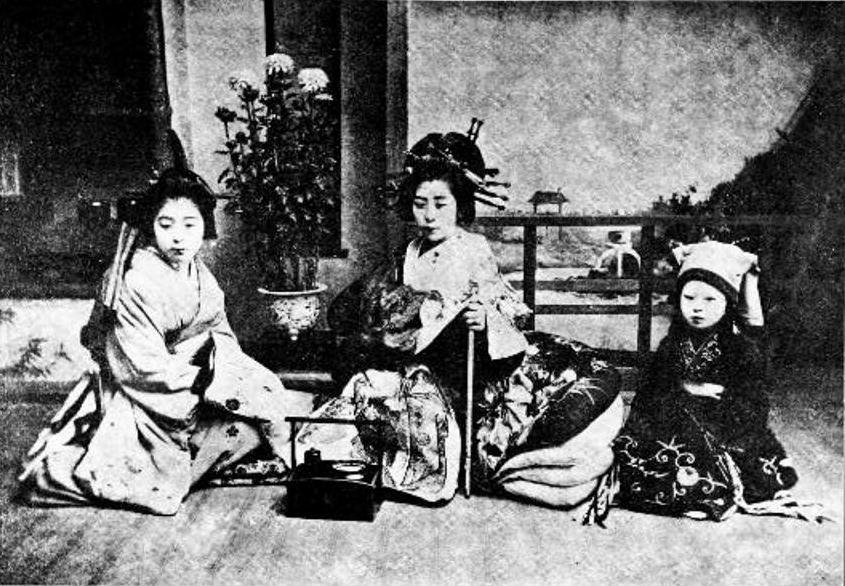

Uma cortesã era pessoalmente responsável por alimentar, vestir e abrigar sua kamuro. Se a cortesã não trabalhasse, a kamuro morreria de fome. Em troca, a kamuro gastava a maior parte de seu tempo servindo diretamente a sua irmã mais velha, seja como uma menina de recados ou como um símbolo de status esplendidamente vestido. E se o kamuro estreasse como uma cortesã, sua irmã mais velha teria de bancar sozinha todos os custos, mas isso não significava que a cortesã que iria deter o contrato da kamuro, era o bordel que iria obter isso.
Quando elas chegavam aos nove ou dez anos, elas iriam se tornar shinzo, e iriam começar seu aprendizado, mas ainda não iriam para cama com os clientes.

## Kamuro como símbolo de status

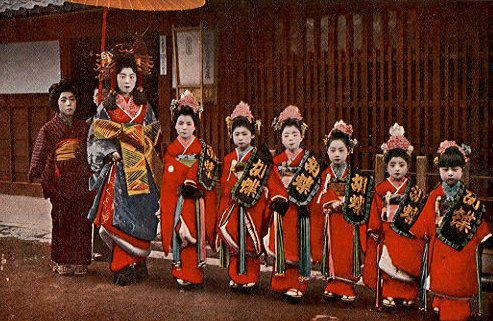

Kamuro eram grandes símbolos de status. Essas meninas pouco treinadas, com seu sotaque regional e falta de escolaridade, foram reservadas como atendentes apenas as cortesãs de mais alto escalão.

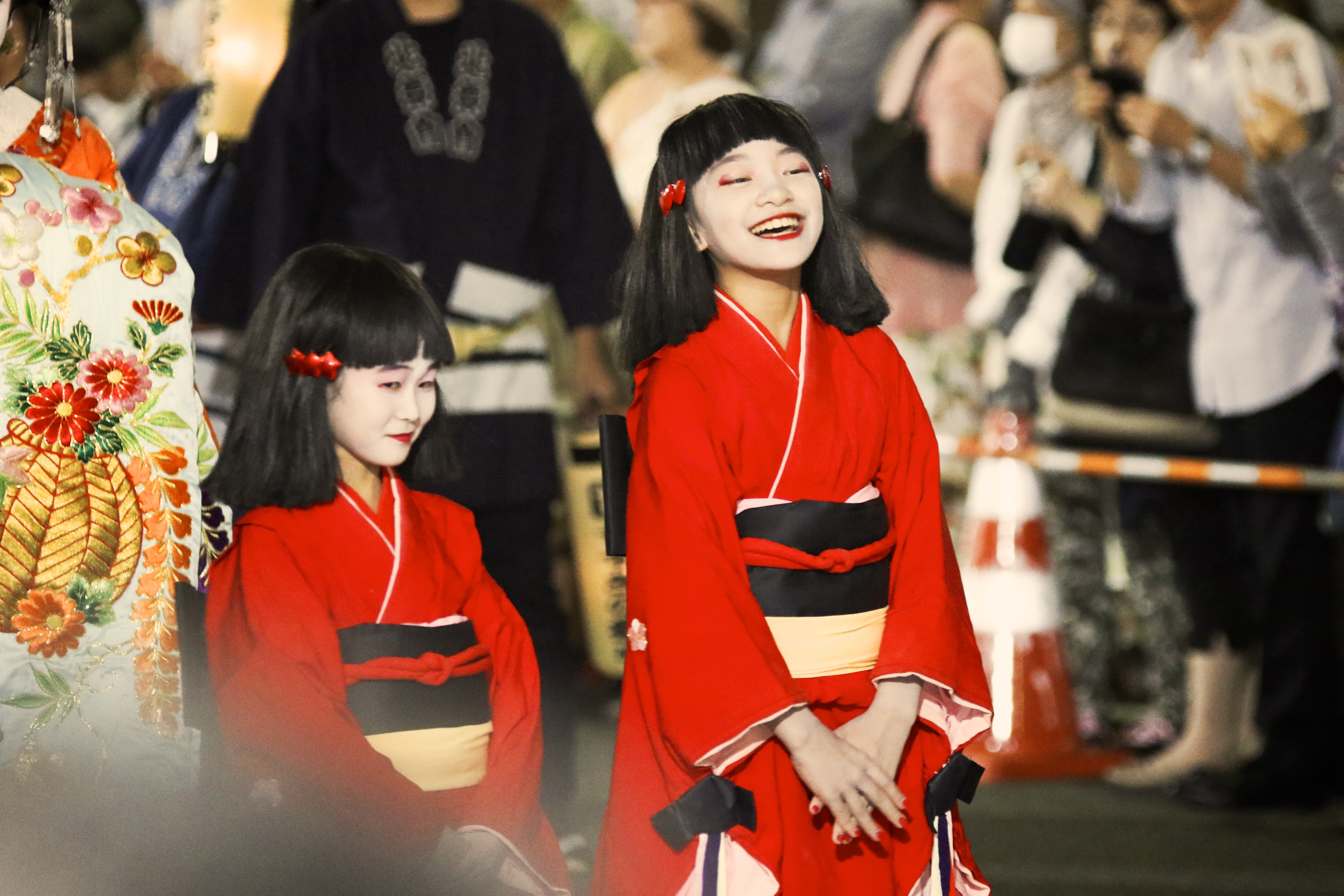
Oiran Dochu Procession em Susukino

No inicio uma cortesã poderia ter apenas uma Kamuro, mas no começo de 1700, uma cortesã ousada chamado Miyakoji levou para desfilar duas Kamuro. Quando as pessoas encarregadas de fazer cumprir os regulamentos de Yoshiwara a questionaram nessa inaudita ostentação, a mesma responde que apenas uma kamuro era sua, a outra era de uma de suas irmãs cortesãs. Que fez iniciar a moda para andar com duas Kamuro, das quais apenas uma era supostamente a sua. Eventualmente, as autoridades cederam e codificaram uma nova regra: as cortesãs de status mais altos poderiam ter duas kamuro, as cortesãs de baixo escalão poderiam ter uma e as prostitutas comuns de qualquer categoria não poderiam ter nenhuma.
Como símbolos de status, os pares de kamuro eram arrumadas para ficarem o mais parecidas possíveis. O ideal eram ter a mesma altura, seus cabelos eram penteados de forma idêntica, ou uma garota iria ter um penteado de menina e a outra de menino, estavam vestidas com quimonos e ornamentos similares e recebiam nomes parecidos.